# Peperomia non-alata
Peperomia non-alata är en pepparväxtart som beskrevs av William Trelease. Peperomia non-alata ingår i släktet peperomior, och familjen pepparväxter. Inga underarter finns listade i Catalogue of Life.